# Ichneutica cana
Ichneutica cana är en fjärilsart som beskrevs av Gordon J. Howes 1914. Ichneutica cana ingår i släktet Ichneutica och familjen nattflyn. Inga underarter finns listade i Catalogue of Life.